# El Plátano
El Plátano är en ort i Mexiko.   Den ligger i kommunen San Joaquín och delstaten Querétaro Arteaga, i den centrala delen av landet, 180 km norr om huvudstaden Mexico City. El Plátano ligger 957 meter över havet och antalet invånare är 104.
Terrängen runt El Plátano är bergig västerut, men österut är den kuperad. El Plátano ligger nere i en dal. Runt El Plátano är det ganska glesbefolkat, med 38 invånare per kvadratkilometer. Närmaste större samhälle är Pinal de Amoles, 18,1 km nordväst om El Plátano. I omgivningarna runt El Plátano växer huvudsakligen savannskog.